# Halogenlampa

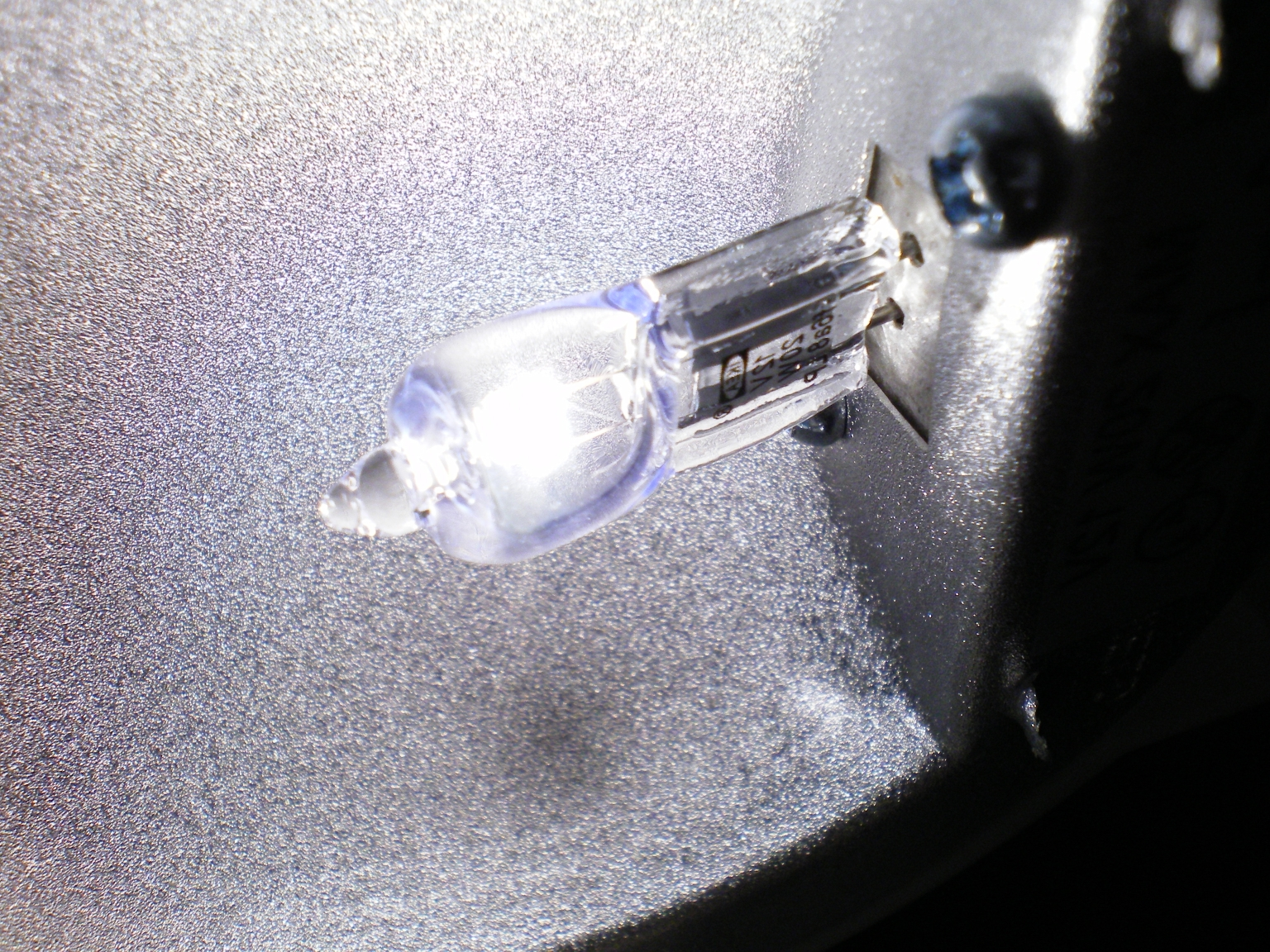
En tänd halogenlampa i en armatur med skyddsglaset borttaget.

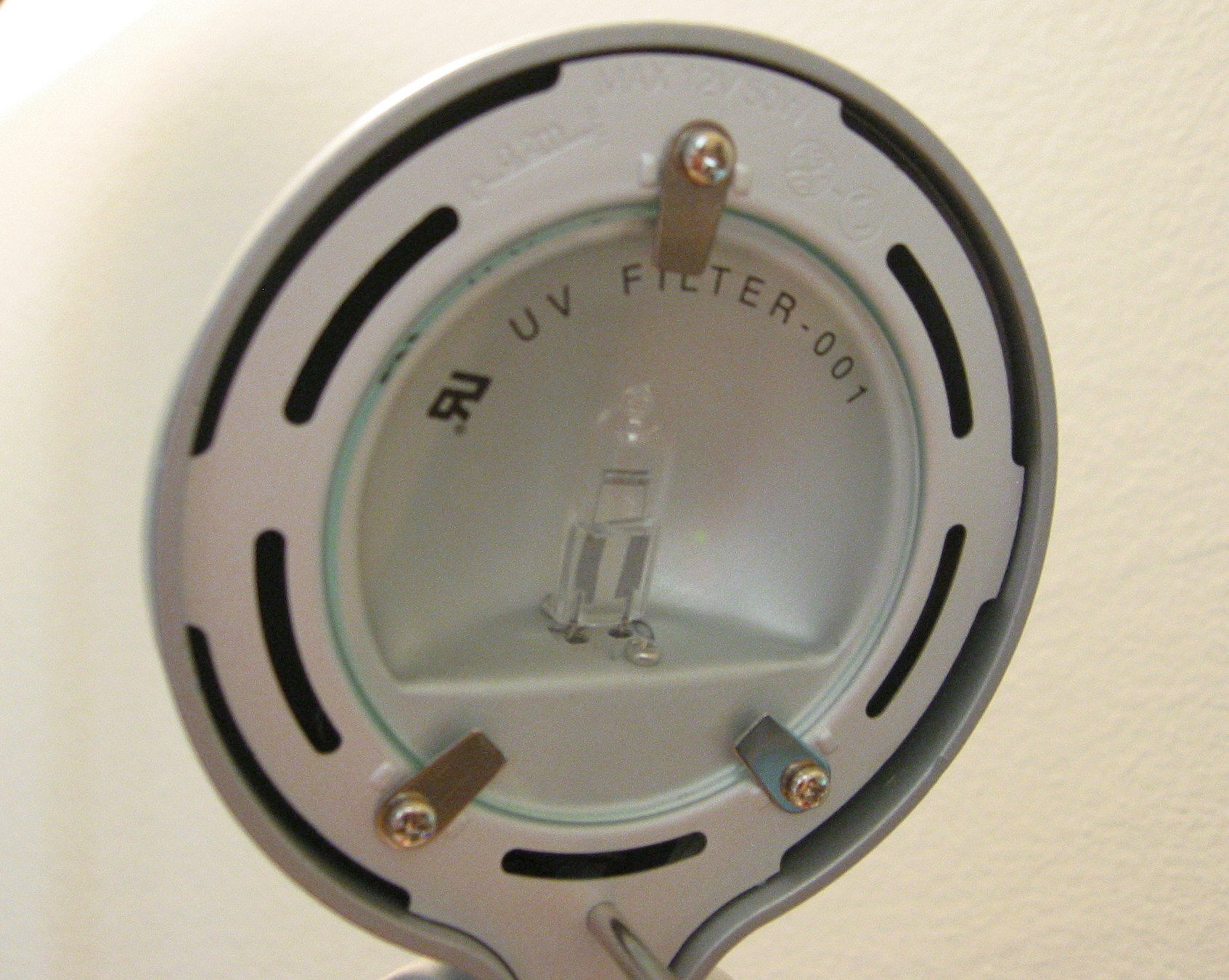
En halogenlampa bakom ett runt UV-filter. Skyddsglaset skyddar mot glassplitter om halogenlampan skulle gå sönder. Det är viktigt att skyddsglaset alltid är monterat efter ett lampbyte.

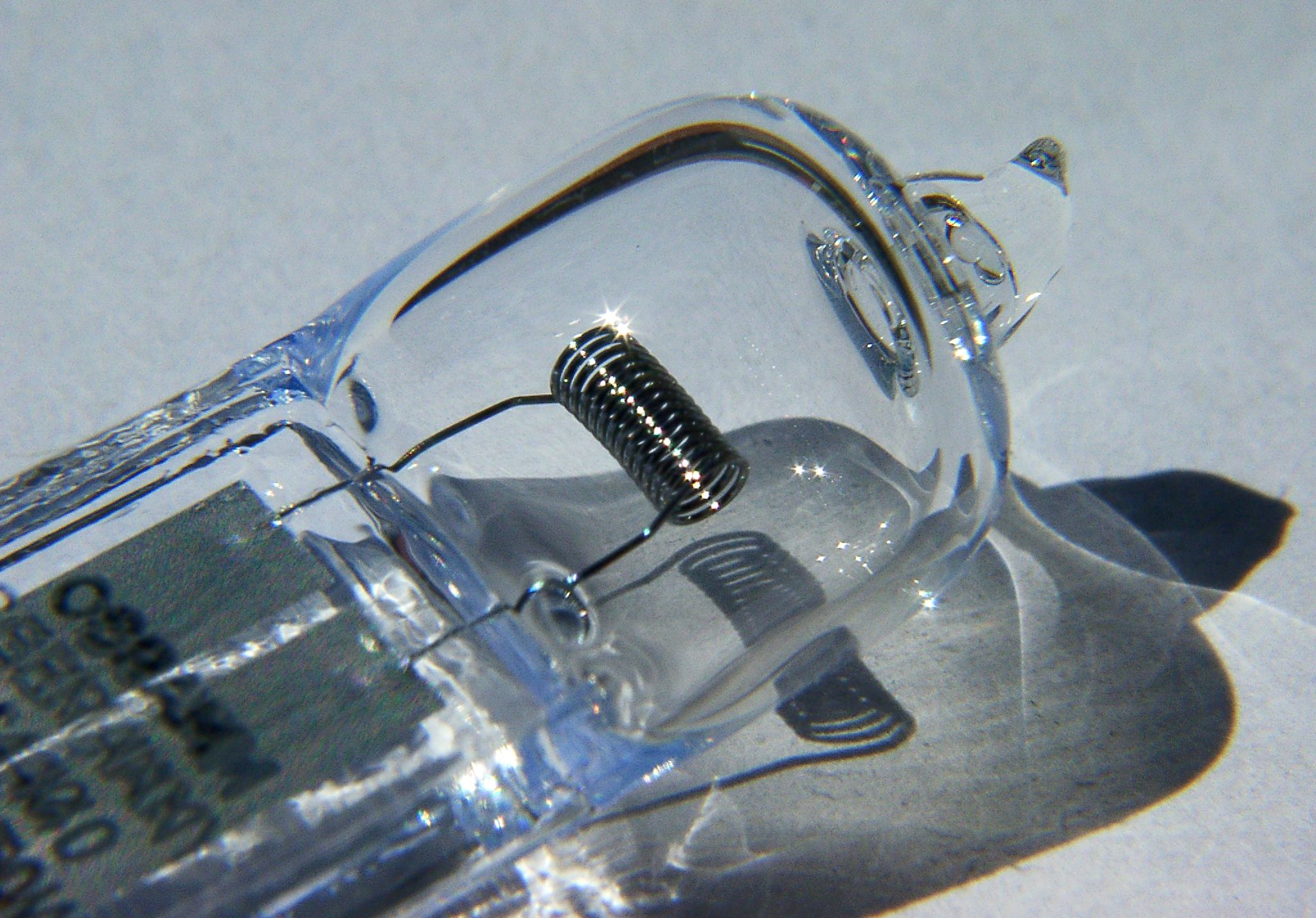
Halogenlampa

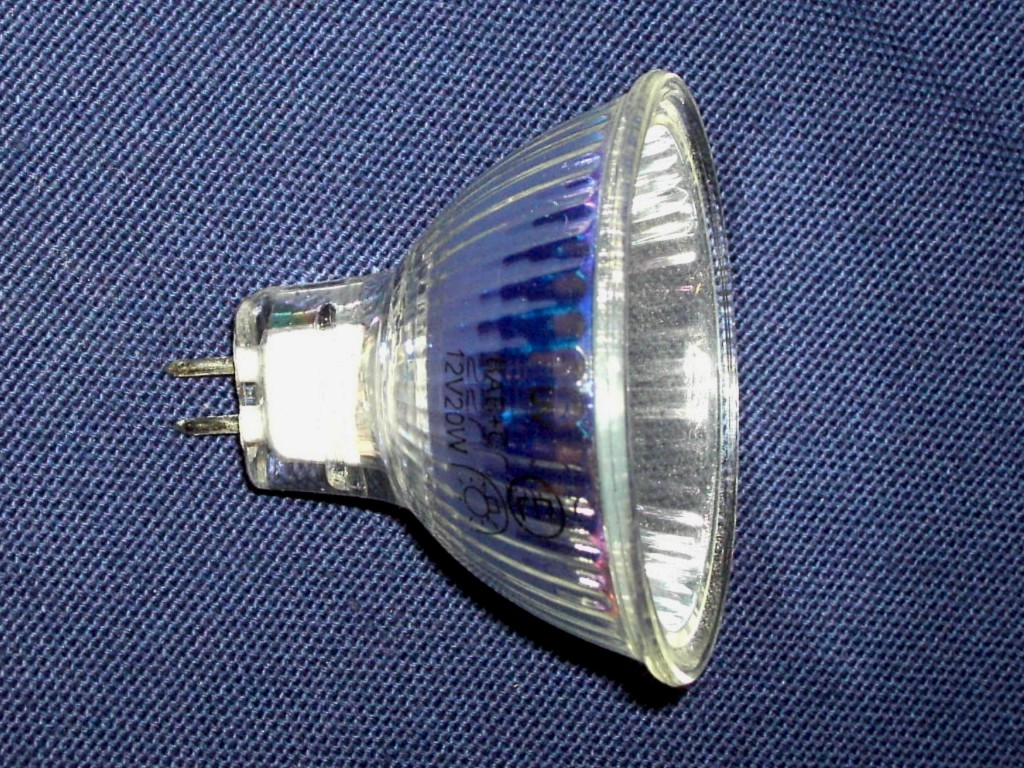
GU4 Halogenlampa med kalljusreflektor

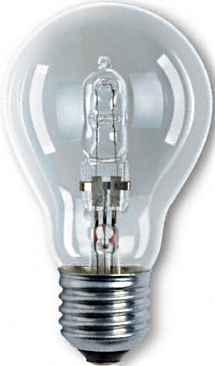
46W halogenlampa med E27-sockel som drar mindre ström men levererar lika mycket ljus som motsvarande 60W glödlampa.

En halogenlampa är en slags glödlampa som innehåller halogengas, vanligen jod eller brom. I halogenlampan är temperaturen hos glödtråden högre än i en vanlig glödlampa. Den höga temperaturen gör att glödtråden förgasas till viss del men de gasformiga atomerna desublimerar och återgår till glödtråden i ett kretslopp så att den håller 2-4 gånger längre och ger mer ljus än en glödlampa. Halogenlampans ytterhölje är gjort av värmetåligt kvartsglas och har vanligen ett UV-skydd för att filtrera bort UV-strålning.

## Modeller
Halogenlampor finns i många utföranden:
- Lågvoltshalogenlampor för 12 V spotlights (kräver transformator). Finns med olika spridningsvinklar från "spot" till "flood". En del av dessa har så kallad kalljusreflektor (känns igen på den facetterade glittrande skärmen) vilken leder värmen bakåt och hindrar den starka, riktade värmen från att spridas i strålningsriktningen mot känsliga textilier, växter med mera.
- Halogenrör för nätspänning som passar i strålkastare och uppljusarmaturer.
- Halogenlampor för nätspänning med glödlampsliknande ytterkolv och skruvsockel som kan användas som ersättning för glödlampor i vanliga armaturer, inklusive nya energisparlampor med krypton.
- Reflektorlampor med G-sockel eller skruvsockel för nätspänning, inklusive PAR-lampor och energisnåla R50/R63 (Halogen Energy Saver).

## Ljusegenskaper
- Halogenlampan ger ett kristallklart varmvitt ljus som, liksom glödlampans, är av högsta möjliga kvalitet och har perfekt färgåtergivning (Ra 100).
- Bibehållen ljusstyrka och ljusfärg. Till skillnad från lysrör, lågenergilampor, lysdiodlampor och gasurladdningslampor som långsamt tappar ljus vartefter de åldras och kan förändras i färgton, behåller halogenlampan sin ursprungliga ljusfärg och ljusstyrka under hela livslängden.
- Tål både låga och höga temperaturer utan minskat ljusutbyte eller förkortad livslängd.
- Tänds omedelbart.
- Kan dimras och ger en naturlig färgtonförskjutning så att ljusfärgen blir rödare och alltmer som ett levande ljus i färgen, vartefter det blir svagare.
- Halogenspotlights och strålkastare blir ofta mycket heta och ljusstarka i ljusriktningen och kan blända och utgöra brandfara om inte riktning och säkerhetsavstånd tas i beaktande. Infällda spotlights och downlights måste monteras korrekt med tillräcklig ventilation för att inte utgöra brandfara, detta gäller i synnerhet spotlights med kalljusreflektor som leder värmen bakåt.[1] Halogenlampor med glödlampsliknande ytterhölje och skruvsockel är ofta mindre varma och bländande.

## Miljövänligt alternativ
Halogenlampor innehåller inte något kvicksilver. De kan således vara ett bra alternativ för dem som inte, till exempel av hälso- eller miljöskäl, vill använda lågenergilampor.
I december 2008 beslöt även EU att glödlampan ska fasas ut före 2013 med början för september 2009, då det blir importförbud för alla matta glödlampor samt klara glödlampor från 100 watt och uppåt, samtliga matta halogenlampor, klara halogenlampor 75 W till 500 W som har energiklass D eller sämre samt lågenergilampor energiklass B eller sämre.
Tidtabellen är utformad som följer:
- September 2009: Förbud mot alla matta glödlampor + klara glödlampor från 100 watt och uppåt
- September 2010: Förbud mot klara 75 watts glödlampor
- September 2011: Förbud mot klara 60 watts glödlampor
- September 2012: Förbud mot klara 40, klara 25 och klara 15 watts glödlampor
- September 2013: Skärpta krav på lågenergilampor och LED-lampor
- September 2018: Skärpta krav på halogenlampor[3]

## Halogensparlampa
I samband med förbudet har lamptillverkare tagit fram så kallade halogensparlampor (halogen energy savers) som fullvärdigt alternativ till glödlampan. I dessa kan glödtråden i glödlampan sägas ha ersatts av en energieffektiviserad halogenlampa, som ger mer ljus och upp till 30 % energibesparing (senare upp till 50 % när den mest effektiva modellen börjar säljas i Sverige) jämfört med glödlampan - utan att ljuskvalitén komprometteras såsom hos lågenergilampor eller LED-lampor. Eftersom halogenljus också är ett glödljus så liknar det kvalitetsmässigt glödlampans mer än vad lågenergilampornas ljus gör, både till ljusfärg och färgåtergivningsegenskaper.
Nackdelar är högre stötkänslighet än de små kompakta halogenlamporna på grund av längre och tunnare glödtråd. Halogensparlampor är också känsliga för spänningsfluktuationer i strömtillförseln, vilket kan förkorta livslängden.
Även lågvoltsspotlights ger mer ljus än motsvarande glödlampa; hur mycket varierar med lamptyp, spridningsvinkel och kvalitet. De bästa ger cirka 20 % mer ljus än en halogensparlampa.
Den 1 september 2018 kommer alla halogenlampor som använder vanlig glödlampssockel med ett högre energivärde än  
B att fasas ut. Halogenlampor för bland annat spotlights, arbetslampor och skrivbordslampor med till exempel G4- och G9-sockel berörs inte av förbudet.

## Övrigt
- Halogenspotlights och -strålkastare måste alltid ha ett skyddsglas framtill för att eliminera brandrisk och som extra UV-skydd ifall själva lampan är av en billigare/äldre typ som inte redan har inbyggt UV-filter. (Detta gäller inte halogenlampor med skruvsockel och glödlampsliknande ytterkolv; de är redan skyddade av ytterhöljet.)